# Porte di Kampen
La Porte di Kampen sono l'unico resto dell'antica cinta muraria della città di Kampen, nei Paesi Bassi.

## Storia e descrizione
Le mura cittadine vennero erette a partire dal XIII secolo tutt'intorno all'isoltto compreso fra il fiume IJssel e il canale del Burgel. Col crescere della città, nel XV secolo, le mura furono allargate fino allo Stadsgracht, appena scavato. Presentavano ben sette porte. Dal 1579 vennero dotate di possenti bastioni poligonali. Purtroppo venne via via  smantellate nel XIX secolo quando, ormai in disuso, l'architetto di città Nicolaas Plomp costruì una serie di frangiflutti sul fiume IJssel a 2.500 metri di profondità ed utilizzò per gran parte i materiali recuperati dall'abbattimenti delle mura.
Delle sette porte originarie oggi ne restano solo tre:
Koornmarktspoort
La Porta del Mercato del Grano sorge sulla IJsselkade, il lungofiume sulla'IJssel, e dietro la Chiesa Superiore. Venne costruita nella seconda metà del XIV secolo nelle forme di una torre rettangolare a due piani. Nella fine del XIV secolo venne ampliata con l'aggiunta dei due grandi torrioni circolari nella parte anteriore. Gli spazi al di sopra del cancello d'ingresso furono utilizzati, tra l'altro, come una prigione e l'alloggio per i soldati. Nel 1840 la porta fu completamente intonacata e imbiancata, poi ripristinata alle murature originarie negli ultimi restauro del XX secolo. Accanto alla porta, sul lato nord, è un tratto di mura superstite della città vecchia, visibili dietro le case.
Cellebroederspoort
La Porta dei Fratelli Celliti si apre sullo Stadsgracht e prende il nome da un antico convento dei Fratelli celliti che dal 1475 sorgeva nella zona. Nel 1465, con l'ampliamento delle mura, la porta venne spostata dal Burgel al sito attuale, non su un muro di pietra, ma su un terrapieno. Nel XVII secolo la porta era talmente degradata che nel 1616-17 l'architetto di città Thomas Berendtsz lo ricostruì totalmente in stile rinascimentale. Presenta una parte centrale rettangolare affiancata da una possente torre ottagonale, su entrambi i lati, coronate da altissimi tetti a guglia. L'arco gotico a sesto acuto di passaggio risale al Medioevo e al di sopra sono belle finestre crociate fra cartigli ornamentali e lo stemma della città.
Broederpoort
La Porta dei Fratelli sorge anch'essa sullo Stadsgracht e deve il nome dal vicino convento dei Francescani, detti comunemente "Fratelli". Nel 1465, con l'ampliamento delle mura, la porta venne spostata dal Burgel al sito attuale, non su un muro di pietra, ma su un terrapieno. Nel 1615 l'architetto di città Thomas Berendtsz la restaura e la ristruttura dandole la forma attuale con i decori in pietra. È costituita da una torre centrale rettangolare con arco gotico d'accesso e piano superiore aperto da finestre crociate sormontate da un grande frontone decorato. La affianca quattro torri disposte agli angoli, circolari alla base e dodecagonali al piano superiore, sormontate da affilate guglie. Venne destinata a varie funzioni nel corso dei secoli: sede della Gilda dei Chirurghi nel 1697, divenne nel 1950 Museo e dal 1987 sede di esposizioni.

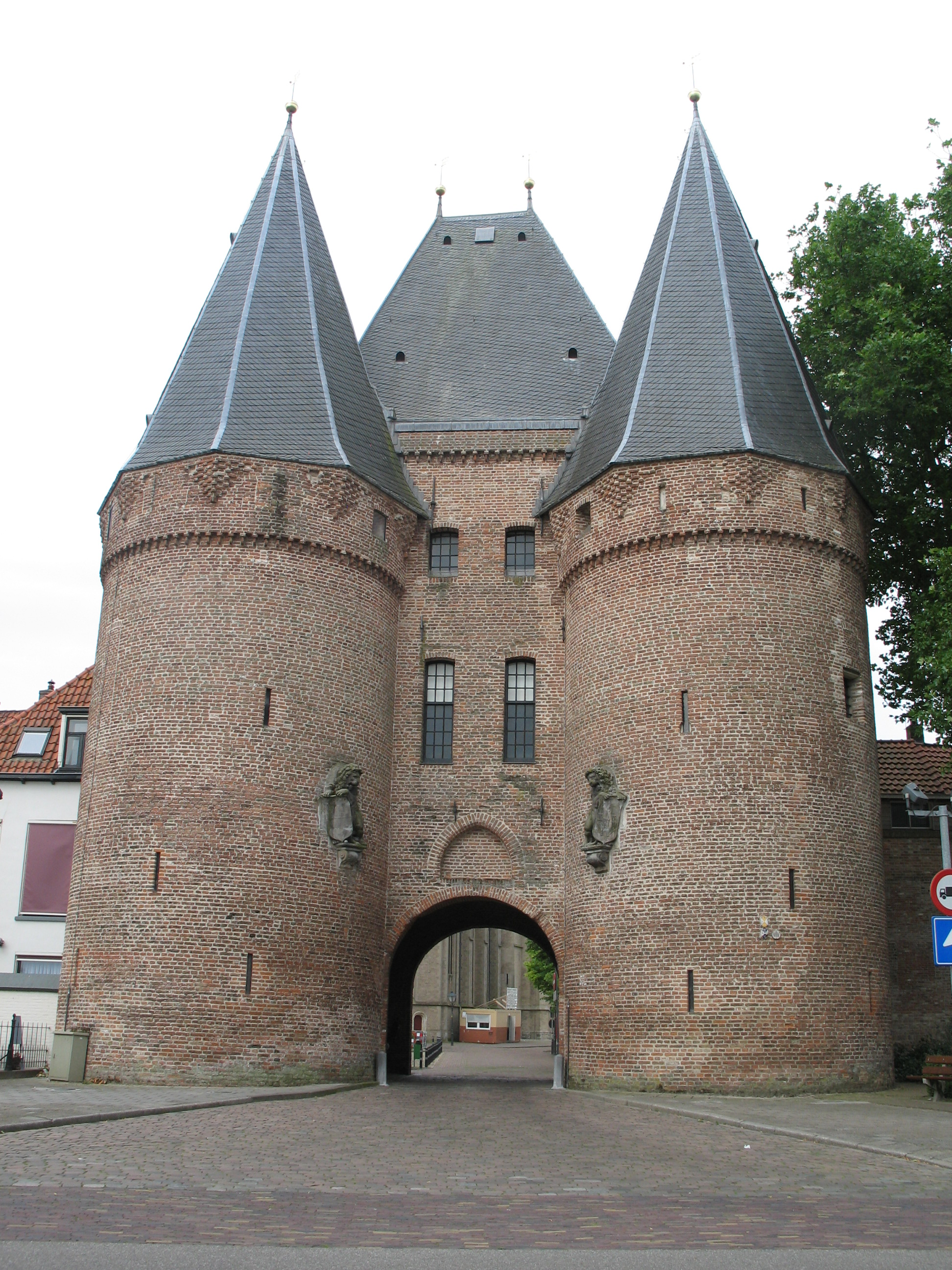
Koornmarktspoort
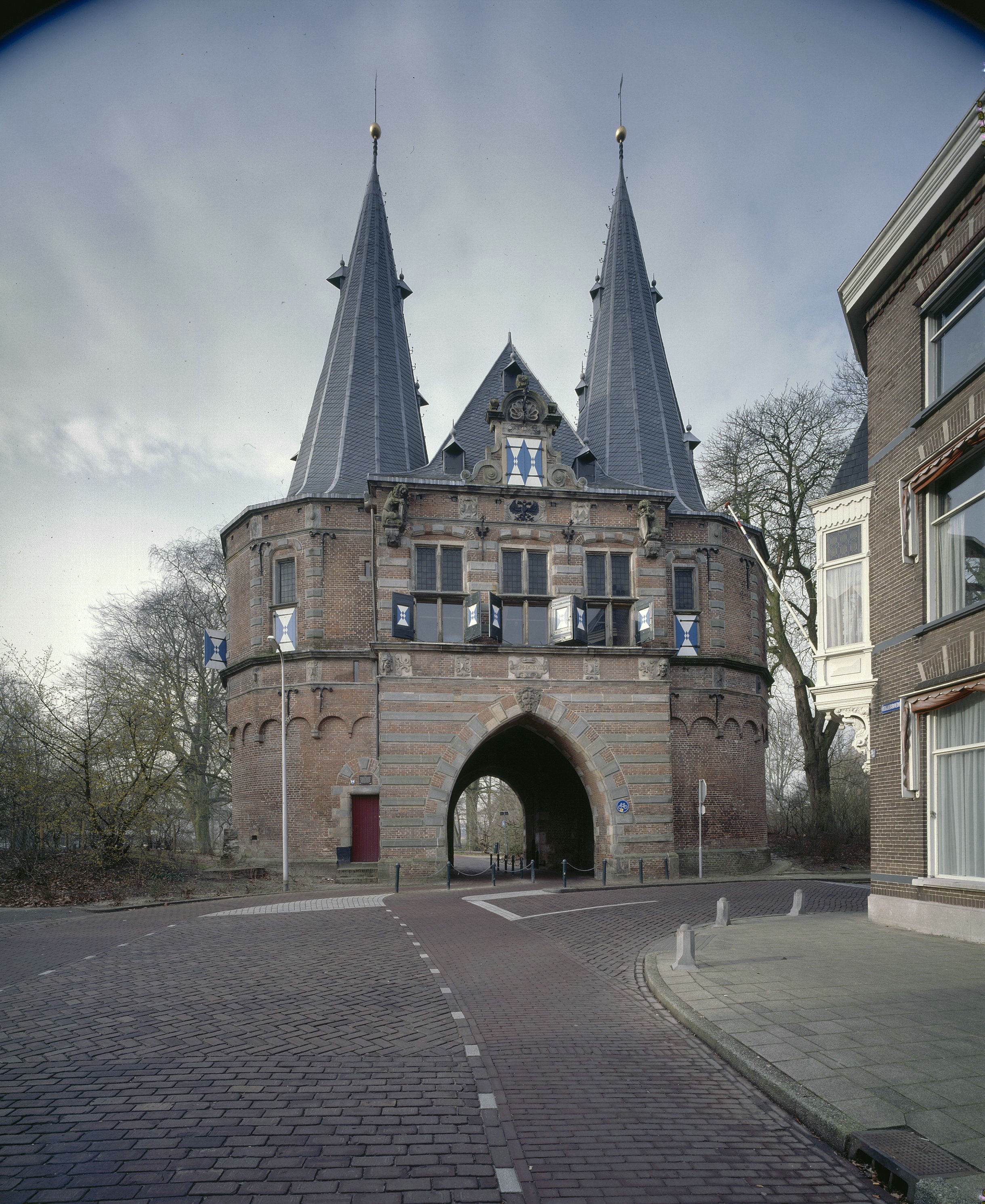
Cellebroedrespoort
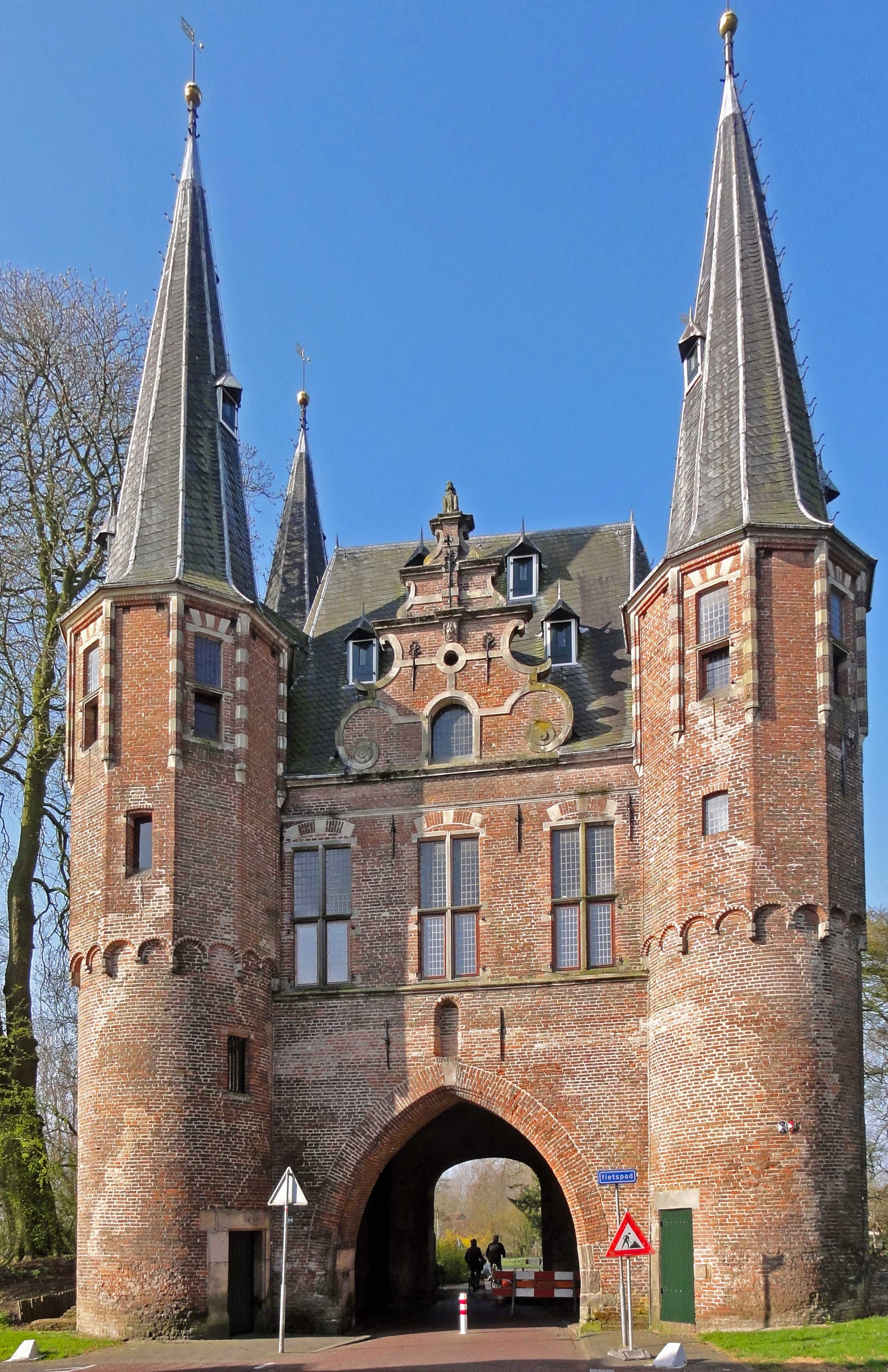
Broederspoort